# 西德文區
西德文區（英語：West Devon District），英國英格蘭西南區域德文郡的一個非都市區（地方第二級區政府），區理事會所在地位於維斯托克。

## 城鎮與景點

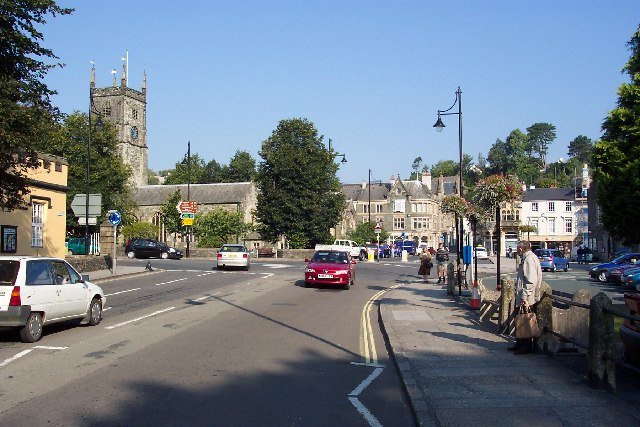
維斯托克的街頭，在2001年有人口11,018

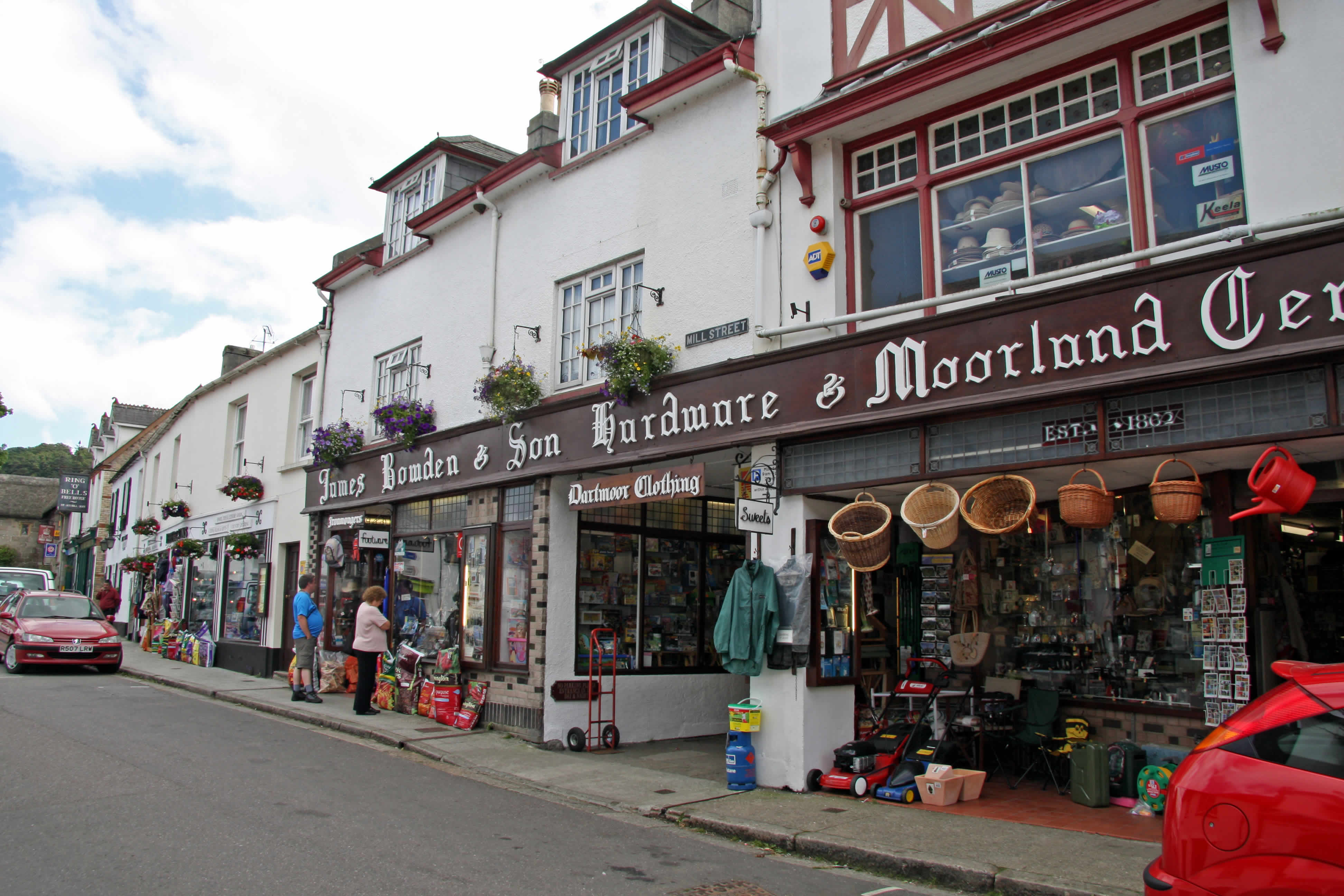
Chagford（人口1,470）小鎮上的商家

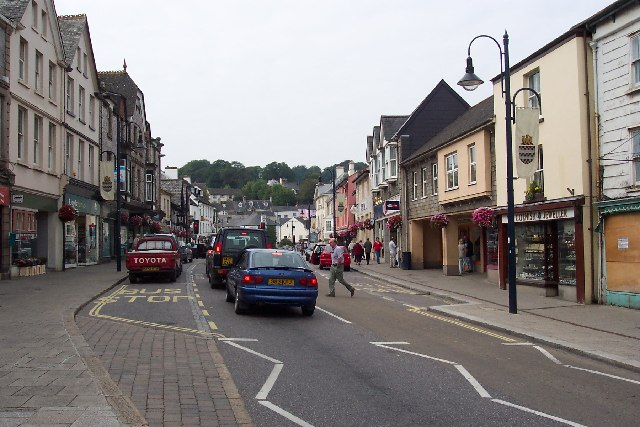
奧克漢普頓（人口5,846）的街道

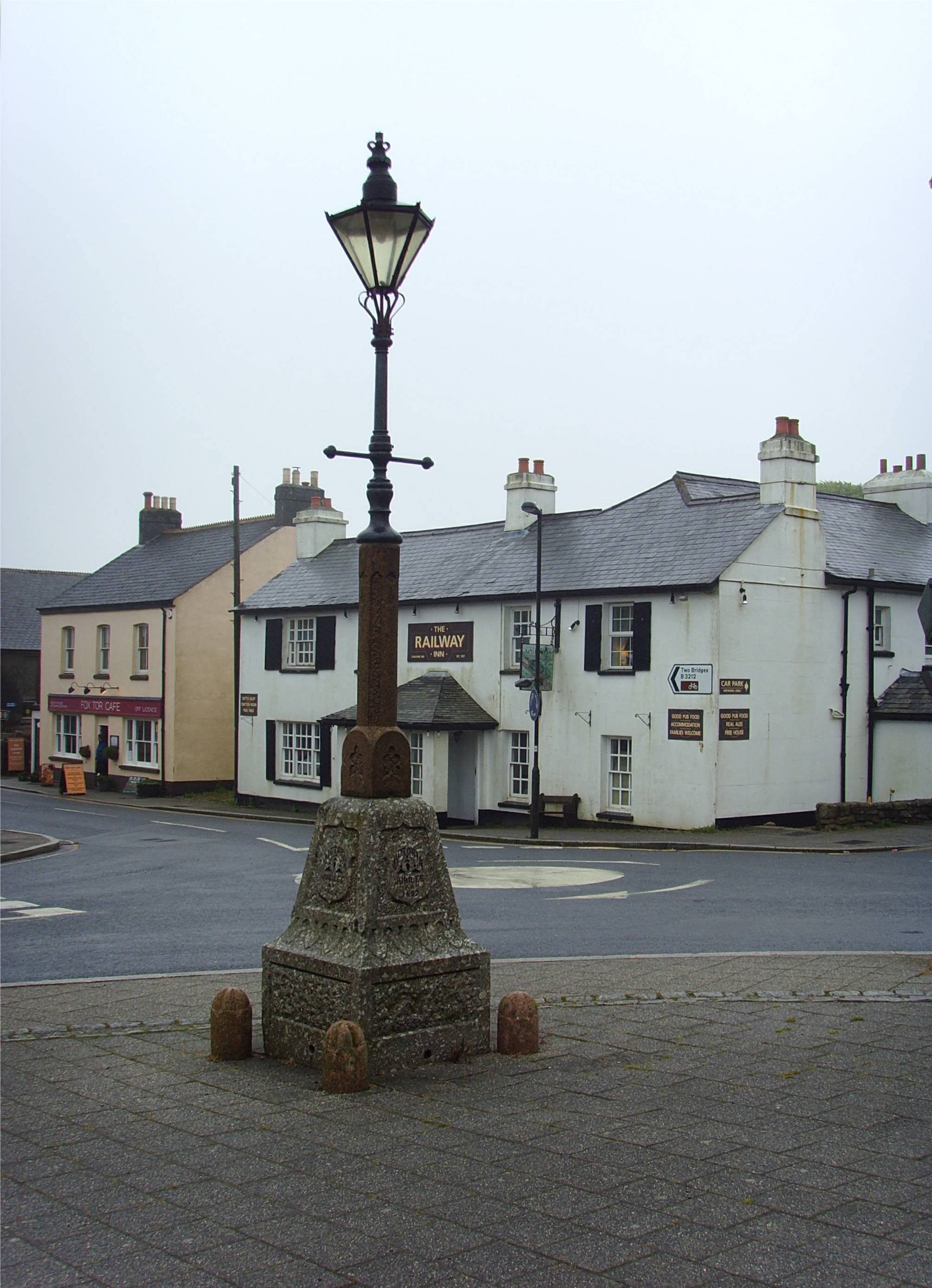
普林斯敦（人口5,846）的Jubilee紀念館及鐵路酒店